# Międzymorze

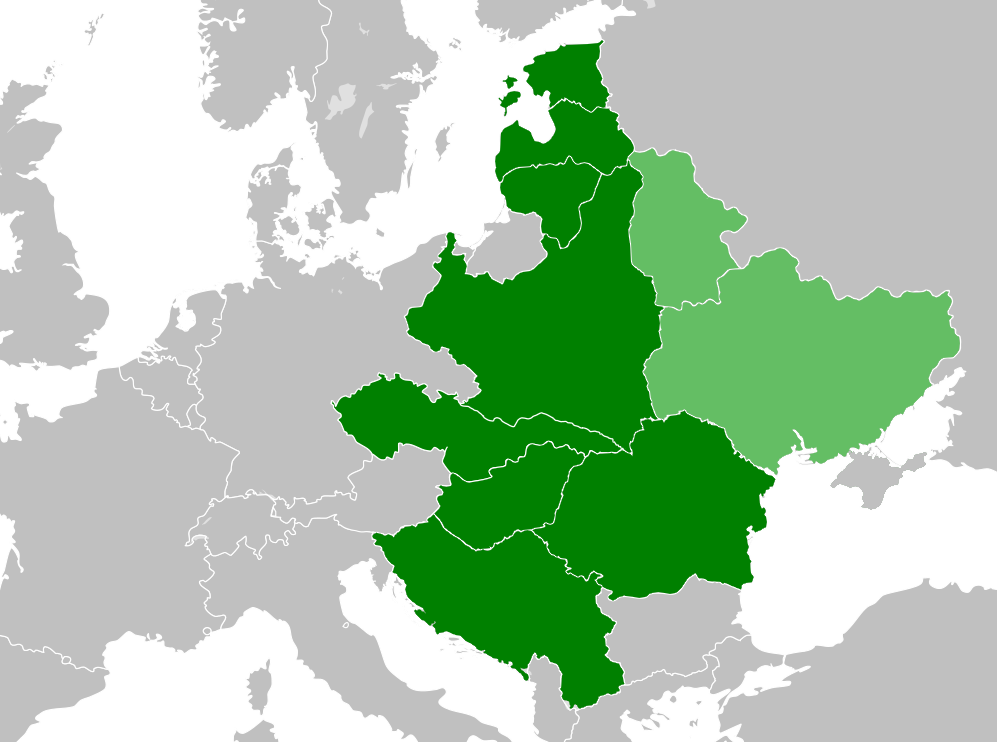
Una delle proposte della Federatio Intermarium. In verde chiaro la porzione dei territori ucraini e bielorussi entrati a far parte definitivamente dell'Unione Sovietica a partire dal 1921

Międzymorze ([mʲɛnd͡zɨˈmɔʐɛ], "Tra i mari"; in latino Intermarium; in lituano Tarpjūris, in russo Междуморье) è il nome in polacco che Józef Piłsudski propose all'inizio degli anni venti per una federazione tra Polonia, Lituania, Bielorussia e Ucraina ed altri Paesi che sarebbe dovuta nascere dall'eredità storica dello stato polacco-lituano (esistito tra il XIV e il XVIII secolo nell'Europa centro-orientale), estendendosi "tra i mari" Mar Nero, Mar Baltico e Mar Adriatico.

## Storia

### L'idea del principe Adam Jerzy Czartoryski
Nel periodo intercorrente fra i moti nazionali del 1830-31 (Rivolta di novembre) e quelli del 1863-64 (Rivolta di gennaio), l'idea di una ricostruzione rivisitata della Confederazione polacco-lituana fu abbracciata dal principe Adam Jerzy Czartoryski, esiliato a Parigi. Abile mediatore e importante uomo di stato, Czartoryski agì come ministro degli esteri di una Polonia occupata e divisa. Il piano prevedeva la rinuncia da parte della Russia al suo ruolo politico nell'Europa orientale a favore di una federazione di stati, quali Polonia, Lituania, Lettonia, Estonia, Ucraina, Cechia, Slovacchia e slavi del sud, con l'eventuale presenza anche di Romania e Ungheria. Il suo pensiero politico può essere condotto a quello del piccolo panslavismo, con la Polonia nel ruolo di mediatore e risolutore di conflitti interni. Il fallimento della sua visione coincise con quello dei moti nazionali, e fu anche dovuto al mancato appoggio delle potenze occidentali, dell'ovvia ostilità della Russia, di quella della Prussia, allora in fase ascendente, e di stati storicamente anti-slavi come la Romania e l'Ungheria.

### Józef Piłsudski e "Międzymorze"
L'idea tornò alla ribalta dopo la prima guerra mondiale per effetto dell'imprevedibile disfatta sia degli Imperi Centrali (Germania, Austria-Ungheria) che della Russia (alle prese con la rivoluzione del 1917 e le sue conseguenze), e fu propugnata da Józef Piłsudski, capo di Stato e comandante militare della nuova Polonia. Obiettivo del suo progetto, chiamato “Prometeo”, era quello di dividere l'impero Russo nelle sue componenti etniche (più o meno quello che avvenne dopo lo scioglimento dell'Unione Sovietica nel 1991) e di creare uno stato confederato nell'Europa centro-orientale che risultasse invulnerabile alla pressione dei nemici storici della Polonia, ovvero Germania e Russia.
Piłsudski, rivendicando la presenza etnica e la supremazia culturale polacca ad est, si impegnò in una serie di guerre contro alcune delle entità statali confinanti nate dalla dissoluzione dell'impero russo e degli imperi centrali (Guerra polacco-ucraina, Guerra polacco-lituana, Guerra polacco-cecoslovacca) per poi lanciarsi nell'invasione della Bielorussa e dell'Ucraina, provocando così la reazione della Russia bolscevica e la conseguente guerra sovietico-polacca che terminò con la spartizione fra i due contendenti dei territori della Bielorussa e dell'Ucraina e l'annessione alla Polonia di una parte della Lituania.
Oltre all'andamento della guerra contro la Russia, il fallimento del tentativo di creazione della federazione Międzymorze fu causato anche dall'ostilità delle entità etniche (lituani, bielorussi e ucraini) che ne avrebbero dovuto far parte e che videro la Polonia non come liberatore ma come un nuovo occupante. Inoltre, anche fra i leader polacchi, non tutti erano favorevoli al progetto federale di Piłsudski, come ad esempio Roman Dmowski, e preferivano una Polonia basata sull'identità nazionale e religiosa rispetto ad una Polonia multiculturale e multietnica.